# Piotr Moskatow
Piotr Gieorgijewicz Moskatow (ros. Пётр Георгиевич Москатов, ur. 15 czerwca 1894 w Kerczu, zm. 19 kwietnia 1969 w Moskwie) – radziecki działacz państwowy, partyjny i związkowy.

## Życiorys
Początkowo pracował w warsztacie ślusarskim, później w warsztatach portowych w Taganrogu, za udział w działalności antypaństwowej został zwolniony z pracy i wydalony z Taganrogu. Pracował w Donbasie, Makiejewce, Juzowce i Rostowie nad Donem, 1915 został powołany do armii, gdzie był szoferem. W lutym 1917 został przewodniczącym komitetu pułkowego, w maju 1917 wstąpił do SDPRR(b), we wrześniu 1917 był członkiem Taganroskiego Komitetu SDPRR(b), 1918 był funkcjonariuszem politycznym w Armii Czerwonej i działaczem komunistycznego podziemia w Taganrogu.
Od grudnia 1919 do 1921 był dyrektorem miejskiej elektrowni w Taganrogu, od 1921 do grudnia 1921 dyrektorem fabryki w Bałcie, potem kierownikiem Wydziału Organizacyjnego Komitetu Powiatowego RKP(b) w Taganrogu, a od września 1924 do września 1926 sekretarzem odpowiedzialnym Komitetu Okręgowego RKP(b)/WKP(b) w Taganrogu. Od września 1926 do 1929 był przewodniczącym Północnokaukaskiego Krajowego Związku Metalowców, 1929-1931 sekretarzem KC Związku Metalowców, 1931–1934 przewodniczącym KC Związku Zawodowego Budowy Maszyn Transportowych, od 10 lutego 1934 do 10 marca 1939 członkiem Komisji Kontroli Partyjnej przy KC WKP(b). Od 1936 był pełnomocnikiem Komisji Kontroli Partyjnej przy KC WKP(b) na Kazachską ASRR, potem do maja 1937 pełnomocnikiem tej komisji na Kraj Dalekowschodni, od maja 1937 do 15 marca 1944 sekretarzem Wszechzwiązkowej Centralnej Rady Związków Zawodowych, od 21 marca 1939 do 17 października 1961 wchodził w skład Centralnej Komisji Rewizyjnej WKP(b)/KPZR. Od października 1940 do 1946 był szefem Głównego Zarządu Rezerw Pracowniczych przy Radzie Komisarzy Ludowych/Radzie Ministrów ZSRR, 1946–1952 zastępcą ministra rezerw pracowniczych ZSRR, od 14 października 1952 do 3 lutego 1959 przewodniczącym Centralnej Komisji Rewizyjnej KPZR, a 1954–1960 przewodniczącym Komisji ds. Ustalania Pensji Personalnych przy Radzie Ministrów ZSRR, następnie przeszedł na emeryturę. Był deputowanym do Rady Najwyższej ZSRR 1, 2, 4 i 5 kadencji. Został pochowany na Cmentarzu Nowodziewiczym.

## Odznaczenia
- Order Lenina (trzykrotnie)
- Order Czerwonego Sztandaru
- Order Wojny Ojczyźnianej I klasy
- Order Czerwonego Sztandaru Pracy